# Astragalus erionotus
Astragalus erionotus är en ärtväxtart som beskrevs av Aleksandr Andrejevitj Bunge. Astragalus erionotus ingår i släktet vedlar, och familjen ärtväxter. Inga underarter finns listade i Catalogue of Life.